# Sérgio Lavos
Pour les articles homonymes, voir Lavos.
Sérgio Manuel Correia Lavos (né le 4 février 1968 à Vieira de Leiria, au Portugal) était un ancien footballeur portugais. Il a joué dans différents clubs portugais au poste de milieu droit mais aussi au poste de défenseur droit.

## Carrière

### En joueur
Sérgio Lavos commence sa carrière avec le AC Marinhense en deuxième division. Par la suite il se dispute d'autres clubs en deuxième division, le Moreirense FC ou il est titulaire. Pendant la saison 1989-1990, il est l'un des maillons forts de l'UR Mirense ou il parvient à inscrire sept buts.
La saison suivante c'est le FC Maia qui l'engage mais ne dispute qu'une moitié de saison. L'União Madeira vient le chercher pour disputer la première division, et il réalise même pratiquement toutes les rencontres du championnat. Depuis Sérgio Lavos, reste un titulaire indiscutable et ne quitte plus sa place de titulaire, même après une relégation en deuxième division pendant la saison 1995-1996.
Pendant la saison 1996-1997, il retrouve la première division avec le Sporting Espinho, en retrouvant à nouveau sa place de titulaire. La relégation de son club le pousse à rejoindre le Varzim SC avant de plier bagage à la suite d'une nouvelle relégation. Il rejoint le CF Belenenses alors en deuxième division la saison suivante.
Par la suite il reste en deuxième division, tout en étant titulaire aux dépens de club comme Imortal DC et à Naval jusqu’où il terminera sa carrière à la fin de saison 2002-2003.

### En entraîneur
Pour sa première saison en entraîneur il la réalise avec le CDR Outeirense pendant la saison 2009-10. Auteur d'une relégation en première division du district, il est cependant maintenu au club pour disputer une nouvelle saison, ou cette fois le club finit quatrième de deuxième division du district.

## Statistiques

### En joueur
| Saison                | Club                  | Championnat           | Championnat | Championnat | Coupe(s) nationale(s) | Coupe(s) nationale(s) | Total | Total |
| Saison                | Club                  | Division              | M.          | B.          | M.                    | B.                    | M.    | B.    |
| 1987-1988             | AC Marinhense         | 2                     | -           | -           | -                     | -                     | 0     | 0     |
| Sous-total            | Sous-total            | Sous-total            | -           | -           | -                     | -                     | 0     | 0     |
| 1988-1989             | Moreirense FC         | 2                     | 23          | 2           | -                     | -                     | 23    | 2     |
| Sous-total            | Sous-total            | Sous-total            | 23          | 2           | -                     | -                     | 23    | 2     |
| 1989-1990             | UR Mirense            | 2                     | 32          | 7           | -                     | -                     | 32    | 7     |
| Sous-total            | Sous-total            | Sous-total            | 32          | 7           | -                     | -                     | 32    | 7     |
| 1990-1991             | FC Maia               | 2                     | 19          | 1           | -                     | -                     | 19    | 1     |
| Sous-total            | Sous-total            | Sous-total            | 19          | 1           | -                     | -                     | 19    | 1     |
| 1991-1992             | União Madeira         | 1                     | 29          | 1           | -                     | -                     | 29    | 1     |
| 1992-1993             | União Madeira         | 2                     | 20          | 3           | -                     | -                     | 20    | 3     |
| 1993-1994             | União Madeira         | 1                     | 23          | 2           | -                     | -                     | 23    | 2     |
| 1994-1995             | União Madeira         | 1                     | 20          | 1           | -                     | -                     | 20    | 1     |
| 1995-1996             | União Madeira         | 2                     | 21          | 2           | -                     | -                     | 21    | 2     |
| Sous-total            | Sous-total            | Sous-total            | 113         | 9           | -                     | -                     | 113   | 9     |
| 1996-1997             | Sporting Espinho      | 1                     | 28          | 2           | -                     | -                     | 28    | 2     |
| Sous-total            | Sous-total            | Sous-total            | 28          | 2           | -                     | -                     | 28    | 2     |
| 1997-1998             | Varzim SC             | 1                     | 25          | 1           | -                     | -                     | 25    | 1     |
| Sous-total            | Sous-total            | Sous-total            | 25          | 1           | -                     | -                     | 25    | 1     |
| 1998-1999             | CF Belenenses         | 2                     | 21          | 1           | -                     | -                     | 21    | 1     |
| Sous-total            | Sous-total            | Sous-total            | 21          | 1           | -                     | -                     | 21    | 1     |
| 1999-2000             | Imortal DC            | 2                     | 29          | 1           | -                     | -                     | 29    | 1     |
| Sous-total            | Sous-total            | Sous-total            | 29          | 1           | -                     | -                     | 29    | 1     |
| 2000-2001             | Naval 1° de Maio      | 2                     | 24          | 0           | 1                     | 0                     | 25    | 0     |
| 2001-2002             | Naval 1° de Maio      | 2                     | 30          | 2           | 3                     | 2                     | 33    | 4     |
| 2002-2003             | Naval 1° de Maio      | 2                     | 7           | 0           | 1                     | 0                     | 8     | 0     |
| Sous-total            | Sous-total            | Sous-total            | 61          | 2           | 5                     | 2                     | 66    | 4     |
| Total sur la carrière | Total sur la carrière | Total sur la carrière | 351         | 26          | -                     | -                     | 351   | 26    |

### En entraîneur
| Saison                | Club                  | Championnat           | Championnat           | Championnat | Championnat | Championnat | Championnat | Championnat | Championnat | Coupe(s) nationale(s) | Coupe(s) nationale(s) | Coupe(s) nationale(s) | Coupe(s) nationale(s) | Coupe(s) nationale(s) | Coupe(s) nationale(s) | Total  | Total | Total | Total | Total | Total |
| Saison                | Club                  | Division              | Classement            | Matchs      | Vic.        | Nuls        | Déf.        | Bp          | Bc          | Matchs                | Vic.                  | Nuls                  | Déf.                  | Bp                    | Bc                    | Matchs | Vic.  | Nuls  | Déf.  | Bp    | Bc    |
| --------------------- | --------------------- | --------------------- | --------------------- | ----------- | ----------- | ----------- | ----------- | ----------- | ----------- | --------------------- | --------------------- | --------------------- | --------------------- | --------------------- | --------------------- | ------ | ----- | ----- | ----- | ----- | ----- |
| 2009-2010             | CDR Outeirense        | 5                     | 15e                   | 30          | 7           | 5           | 18          | 43          | 65          | -                     | -                     | -                     | -                     | -                     | -                     | 30     | 7     | 5     | 18    | 43    | 65    |
| 2010-2011             | CDR Outeirense        | 6                     | 4e                    | 26          | 18          | 4           | 4           | 94          | 33          | -                     | -                     | -                     | -                     | -                     | -                     | 26     | 18    | 4     | 4     | 94    | 33    |
| Sous-total            | Sous-total            | Sous-total            | Sous-total            | 56          | 25          | 9           | 22          | 137         | 98          | -                     | -                     | -                     | -                     | -                     | -                     | 56     | 25    | 9     | 22    | 137   | 98    |
| Total sur la carrière | Total sur la carrière | Total sur la carrière | Total sur la carrière | 56          | 25          | 9           | 22          | 137         | 98          | -                     | -                     | -                     | -                     | -                     | -                     | 56     | 25    | 9     | 22    | 137   | 98    |

## Palmarès

### Comme joueur
Néant

### Comme entraîneur
Néant